# Kamisama no Itazura
«Kamisama no Itazura» (神様のいたずら ?), decimoquinto sencillo de la cantante y seiyū japonesa Megumi Nakajima, y se presenta como el quinto que no es representado por un personaje de anime lanzado al mercado el día 26 de octubre del año 2011.

## Detalles
Maxisencillo, que contiene las canciones de cierre de la serie Tamayura ~Hitose~, este single fue presentado en dos formatos;  la normal y la limitada, esta última trae incluido un DVD con el video musical de la canción Kamisama no Itazura, además se promocionó un premio extra por la compra limitada que no se reveló hasta poco antes de la salida del CD el cual era una foto oficial autografiada de Megumi. 
En este sencillo además de las dos nuevas canciones de cierre, también se incluyeron las versiones en vivo de las canciones de su sencillo Melody, que también fueron ocupadas como canciones de cierre para este OVA.
Lista de canciones (VTCL-35121)

| N.º | Título                                              | Letras              | Música              | Arreglos                            | Duración |  |
| 1.  | «Kamisama no Itazura (神様のいたずら?)»             | Senri Oe            | Senri Oe            | Nobuyuki Shimizu                    | 4:32     |  |
| 2.  | «Hoshizora (星空?)»                                 | Tatsuya Nishiwaki   | Rieko Ito           | Tatsuya Nishiwaki                   | 4:29     |  |
| 3.  | «Natsudori - Uta to piano (夏鳥 -うたとぴあの?)»    | Sugimori Mai        | Sugimori Mai        | Nobuyuki Shimizu                    | 5:34     |  |
| 4.  | «Melody -Live Version- (メロディ－Live Version－?)» | Katsutoshi Kitagawa | Katsutoshi Kitagawa | Katsutoshi Kitagawa & Yasuhiro Hase | 6:01     |  |
| 5.  | «Kamisama no Itazura -Instrumental-»                |                     | Senri Oe            | Nobuyuki Shimizu                    | 4:32     |  |
| 6.  | «Hoshizora -Instrumental-»                          |                     | Rieko Ito           | Tatsuya Nishiwaki                   | 4:26     |  |